# Fosse no 6 bis des mines de Dourges
La fosse no 6 bis dite Darcy de la Compagnie des mines de Dourges est un ancien charbonnage du Bassin minier du Nord-Pas-de-Calais, situé à Hénin-Beaumont. Le puits est commencé en 1906 à 750 mètres au sud-sud-ouest de la fosse no 6. Des cités sont bâties à proximité. Un terril conique no 105, 6 bis de Dourges Est, haut à terme de 46 mètres, est édifié au nord de la fosse. Celle-ci est détruite durant la Première Guerre mondiale. Elle est, comme les cités, reconstruite.
La Compagnie des mines de Dourges est nationalisée en 1946, et la fosse no 6 bis intègre le Groupe d'Hénin-Liétard. La fosse cesse d'extraire en 1951. Le terril est aplani afin de servir de bassins de décantations au lavoir. Le puits no 6 bis cesse d'aérer en 1977, date à laquelle il est remblayé.
Au début du XXIe siècle, Charbonnages de France matérialise la tête de puits no 6 bis. Les cités ont été rénovées. La cité-jardin Darcy a été classée le 30 juin 2012 au patrimoine mondial de l'Unesco.

## La fosse

### Fonçage

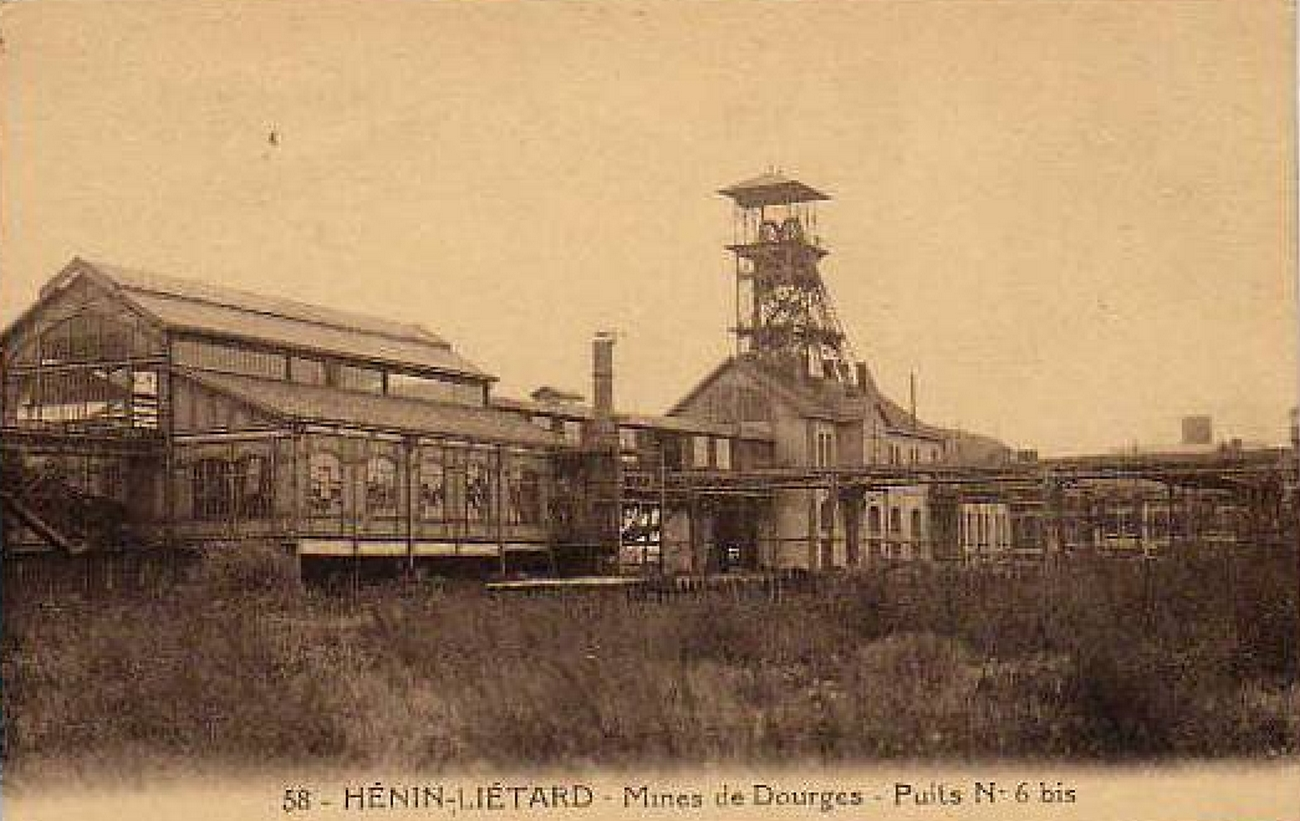
La fosse no 6 bis.

La fosse no 6 bis est entreprise à Hénin-Beaumont, près des limites avec Billy-Montigny, en 1906, à 750 mètres au sud-sud-ouest de la fosse no 6.

### Exploitation
Comme la fosse no 6, la fosse no 6 bis assure l'extraction, mais contrairement à celle-ci, elle est entrée d'air. Elle est baptisée en l'honneur de M. Darcy, administrateur de la compagnie. La fosse est détruite durant la Première Guerre mondiale.
La Compagnie des mines de Dourges est nationalisée en 1946, et la fosse no 6 bis intègre le Groupe d'Hénin-Liétard. L'extraction cesse à la fosse no 6 bis comme à la fosse no 6 en 1951, mais le puits est conservé pour le retour d'air jusqu'en 1977, date à laquelle ses 528 mètres sont remblayés.

### Reconversion
Au début du XXIe siècle, Charbonnages de France matérialise la tête de puits no 6 bis. Le BRGM y effectue des inspections chaque année. Il ne reste rien de la fosse.

## Le terril

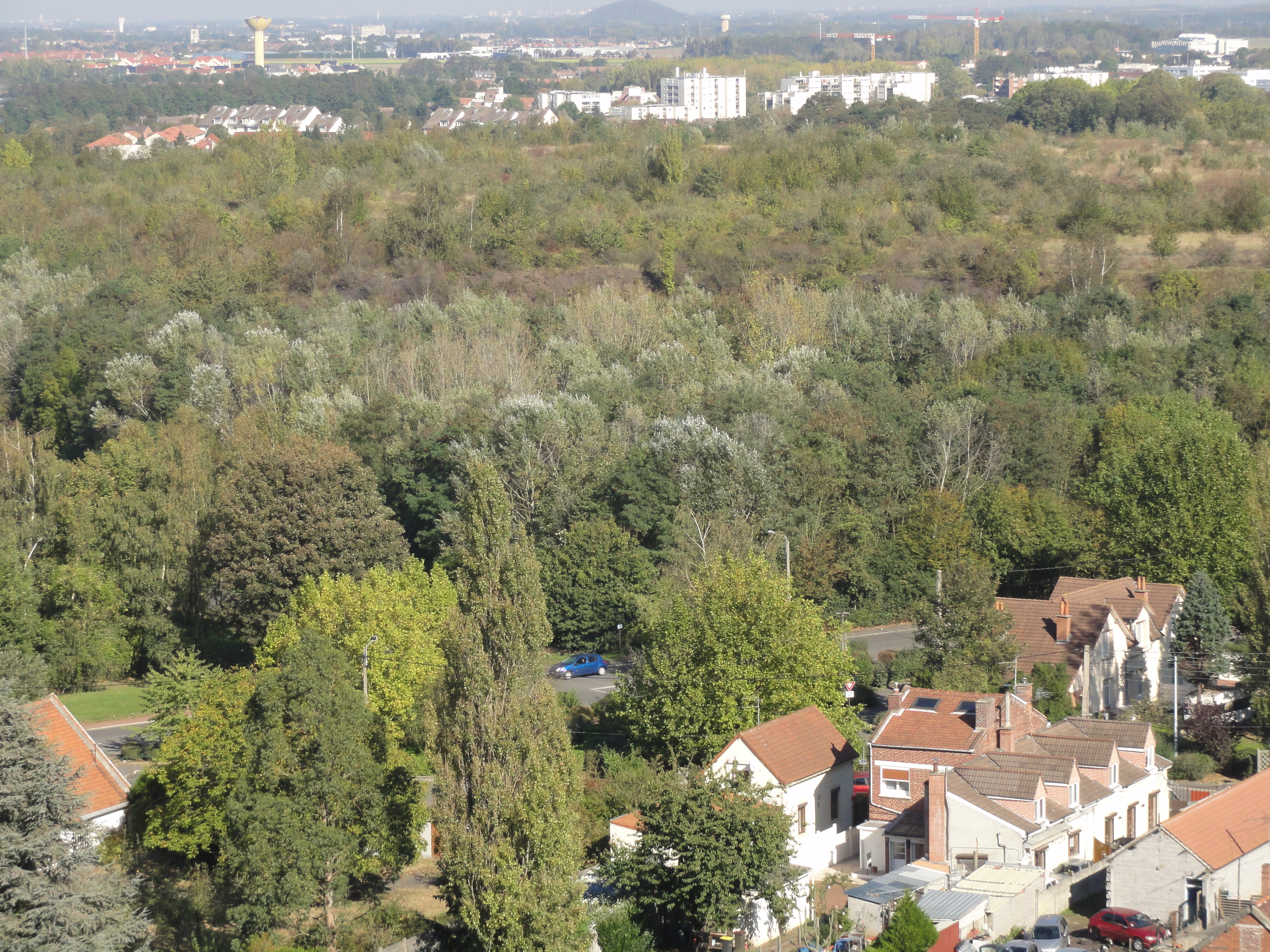
Le terril no 105 vu depuis le terril no 101.

50° 24′ 48″ N, 2° 55′ 48″ E
Le terril no 105, 6 bis de Dourges Est, situé à Hénin-Beaumont et Billy-Montigny, est le terril de la fosse no 6 bis des mines de Dourges. Il est situé à l'ouest des terrils nos 89 et 85, et au sud de la ligne Lens - Ostricourt. D'une hauteur initiale de 46 mètres, il a été exploité,. Il était à l'origine conique, mais a été aplani pour servir de bassin de décantation au lavoir.

## Les cités

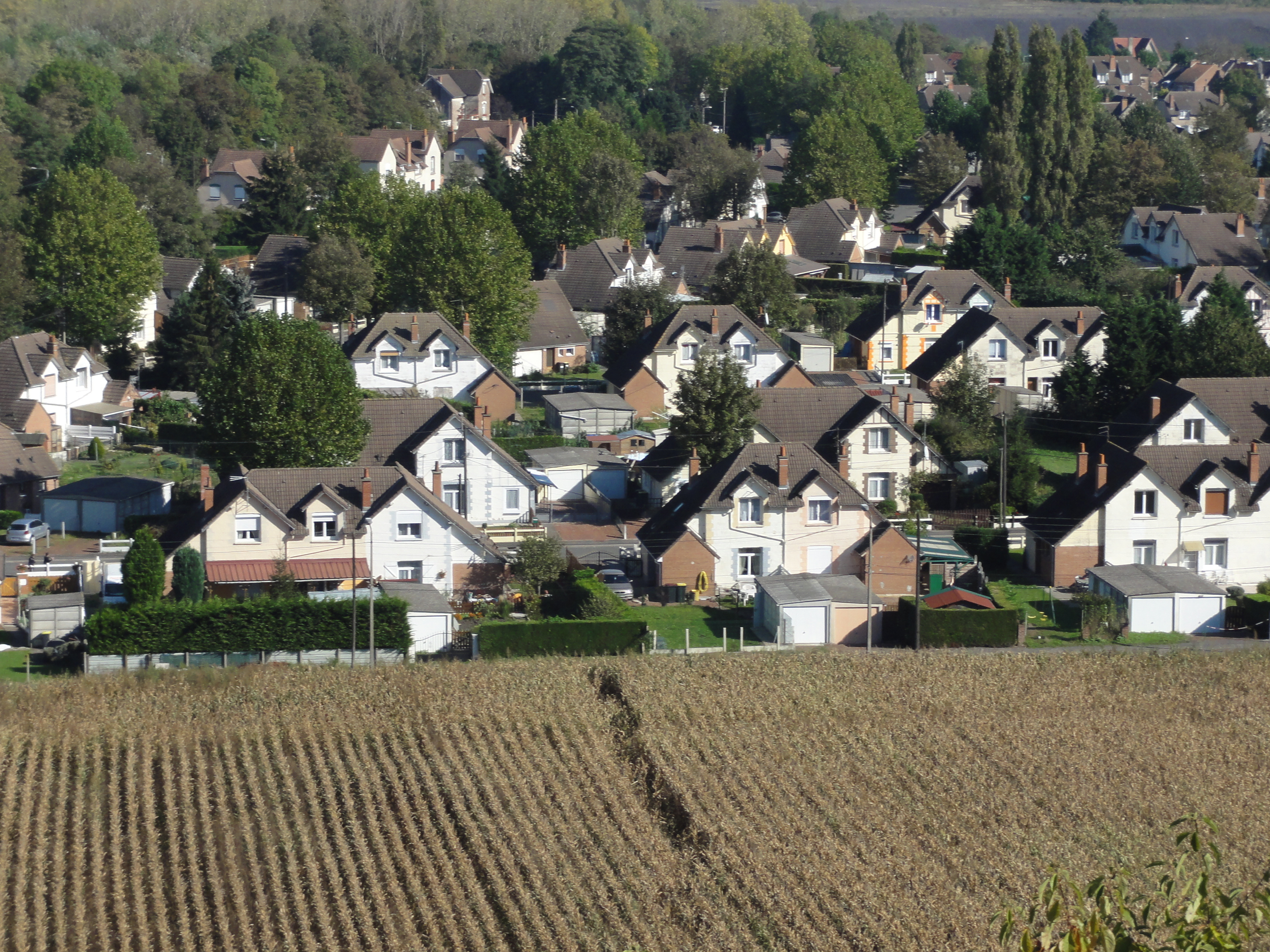
Les cités vues depuis le terril no 101.

Des cités typiques de la Compagnie de Dourges ont été bâties près de la fosse no 6 bis. La cité-jardin Darcy fait partie des 353 éléments répartis sur 109 sites qui ont été classés le 30 juin 2012 au patrimoine mondial de l'Unesco. Elle constitue une partie du site no 48.